# International Security Assistance Force
La Forza Internazionale di Assistenza per la Sicurezza (in inglese: International Security Assistance Force, abbreviato: ISAF) è stata una missione della NATO, autorizzata dall'ONU, di supporto al governo dell'Afghanistan nella guerra contro i Talebani e al-Qaida dopo il rovesciamento dell'Emirato islamico dell'Afghanistan.
Era composta da una forza internazionale che impiegava circa 58.300 militari provenienti da una quarantina di nazioni. È stata costituita su mandato del Consiglio di Sicurezza delle Nazioni Unite il 20 dicembre 2001 con il compito di sorvegliare la capitale Kabul e la vicina base aerea di Bagram da Talebani, elementi di al-Qāʿida ed eserciti mercenari, e in particolar modo proteggere il governo transitorio guidato da Hamid Karzai.
Durante i primi due anni l'ISAF non operò oltre i confini della città di Kabul. L'incarico della sicurezza nel resto del territorio nazionale fu affidato al neocostituito Esercito Nazionale Afghano. Comunque il 13 ottobre 2003, il Consiglio di Sicurezza votò per estendere il mandato dell'ISAF anche al resto dell'Afghanistan. In seguito il Primo Ministro canadese Jean Chrétien disse che le truppe canadesi (quasi la metà dell'intera forza) non sarebbero state impiegate al di fuori di Kabul. Il 24 ottobre il Bundestag approvò l'impiego delle truppe tedesche nella regione di Kunduz. Circa 230 soldati furono inviati nella regione, i primi dell'ISAF ad essere impiegati al di fuori di Kabul.
Il 28 dicembre 2014, dopo 13 anni di attività, termina la missione ISAF ed inizia la missione Sostegno Risoluto (Resolute Support Mission) in ambito NATO.

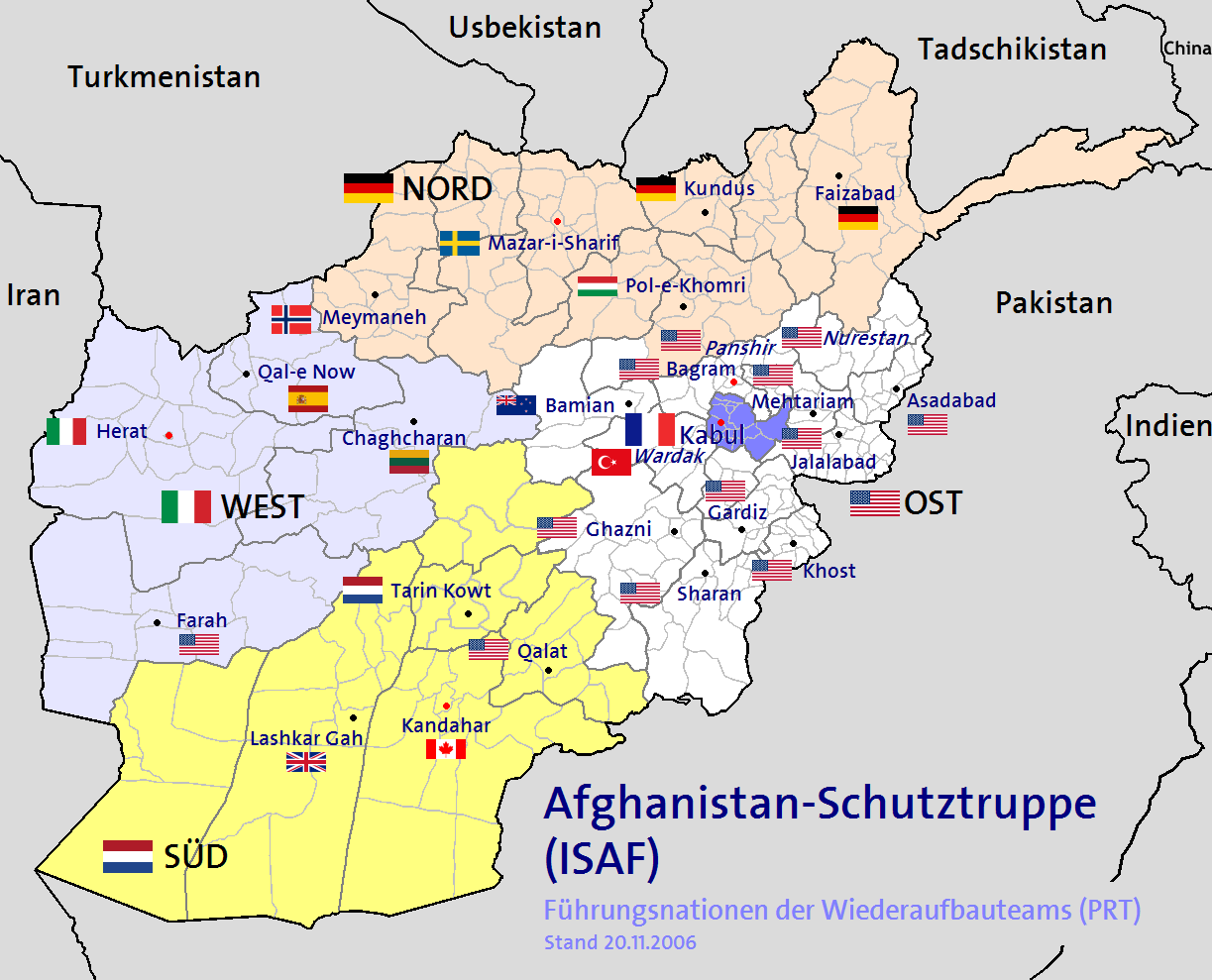
Zone di attribuzione dei diversi contingenti ISAF

## Comando

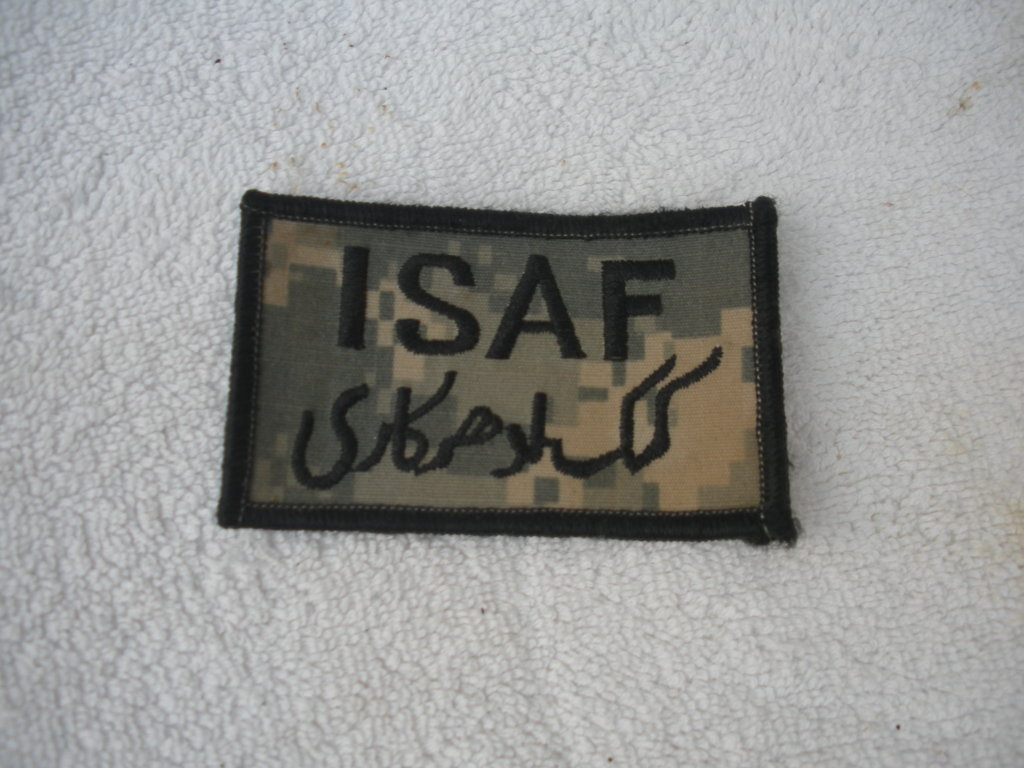
patch da mimetica ISAF

Il comando dell'ISAF inizialmente era a rotazione semestrale fra le diverse nazioni partecipanti ma, a causa di seri problemi incontrati con questa modalità di gestione, l'11 agosto 2003 fu affidato a tempo indeterminato alle forze NATO. Questo fu il primo incarico fuori dall'Europa e dall'America del Nord. La NATO partecipò anche ai "Provincial Reconstruction Teams", cioè piccoli gruppi di circa 100 militari e operatori umanitari coinvolti in operazioni di ricostruzione nelle varie province afghane; l'Esercito Italiano era dislocato nella provincia di Herat.
Lista dei comandanti dell'ISAF (COMISAF):
- 22 dicembre 2001: Generale John McColl, Regno Unito.
- 18 giugno 2002: Generale Hilmi Akin Zorlu, Turchia.
- 10 febbraio 2003: Generale Norbert Van Heyst, per la Germania e i Paesi Bassi. Il suo vice era il Generale di Brigata olandese Bertholee.
- 11 agosto 2003: l'ISAF viene posta sotto il comando della NATO, con il generale tedesco Götz Gliemeroth come comandante, e il generale canadese Andrew Leslie come vice.
- 9 febbraio 2004: Generale Rick Hillier, Canada, con il generale tedesco Werner Korte come suo vice.
- 7 agosto 2004: Generale Jean-Louis Py, comandante degli Eurocorps, una forza multinazionale composta da unità provenienti da Francia, Germania, Spagna, Belgio e Lussemburgo.
- 13 febbraio 2005: Generale Ethem Erdagi, Turchia.
- 5 agosto 2005: Generale Mauro Del Vecchio, Italia. Nel 2005 l'Italia comanda 5 missioni multinazionali: in Afghanistan, in Bosnia ed Erzegovina, in Kosovo, in Albania e nella Striscia di Gaza (EUBAM).
- 4 maggio 2006: Tenente Generale David Richards, Regno Unito
- 4 febbraio 2007: Il Generale Dan K. McNeill assume il comando sia delle forze statunitensi, sia quelle NATO.
- 2 giugno 2008: Il Generale statunitense David D. McKiernan assume il comando delle forze NATO.
- 20 maggio 2009: Il Generale statunitense Stanley A. McChrystal assume il comando delle forze NATO.
- 23 giugno 2010: Il Generale statunitense David Petraeus assume il comando delle forze NATO.
- 18 luglio 2011: Il Generale dei Marines, lo statunitense John R. Allen, assume il comando delle forze Nato.
- 10 febbraio 2013: Il Generale dei Marines, lo statunitense Joseph F. Dunford Jr., assume il comando della forze Nato.
- 24 agosto 2014 - 28 dicembre 2014: Il Generale statunitense John F. Campbell assume il comando delle forze Nato. È stato l'ultimo comandante della missione.

## Cronologia

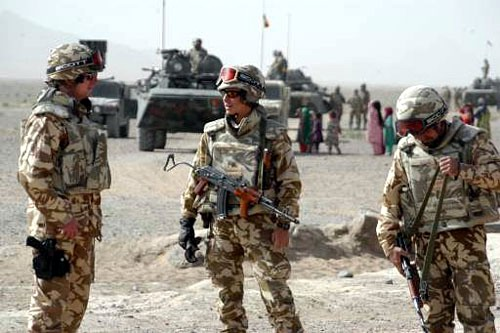
Soldati dell'Esercito rumeno in Afghanistan

- Nel febbraio 2002 la Corea del Sud invia un contingente medico di 99 soldati.
- Tra febbraio e luglio 2002 il Portogallo invia una squadra sanitaria e una aeronautica.
- A novembre, 2002 l'ISAF, contava 4.650 soldati provenienti da oltre 20 nazioni
- A marzo 2003 l'ISAF contava 4.700 soldati provenienti da 28 nazioni.
- Il 7 giugno 2003, a Kabul, un taxi imbottito di esplosivo investì un autobus che trasportava personale ISAF tedesco, muoiono 4 soldati e 1 passante afghano e rimangono feriti altri 29 soldati e 10 afghani. I 33 militari si stavano dirigendo all'Aeroporto Internazionale di Kabul dove li aspettava un volo per ritornare in Germania.
- Secondo uno studio di Care International pubblicato nell'estate 2003 in Kosovo c'è un soldato delle forze di pace ogni 48 abitanti, a Timor Est uno ogni 86, mentre in Afghanistan il rapporto è di uno ogni 5.380 abitanti.
- Ad agosto 2003 l'ISAF contava 5.000 soldati provenienti da oltre 30 nazioni diverse. Circa il 90% della forza era composto da truppe di paesi NATO. Con circa 2.000 soldati ciascuno Canada e Germania avevano i contingenti più numerosi.
- Nel novembre 2003, le forze ISAF erano dotate di tre elicotteri.
- Nel maggio 2004 la Turchia invia tre elicotteri e 56 soldati fra personale di volo e di manutenzione.
- A luglio 2004 il Portogallo invia 24 soldati e un aereo cargo C-130 Hercules
- Tra agosto e settembre 2004 il Regno Unito invia 6 jet Harrier GR7 della Royal Air Force in Afghanistan.
- A settembre 2004 Spagna e Italia inviano due battaglioni di rispettivamente 800 e 1.000 uomini. La Georgia, presente con 100 militari, è il primo membro della Comunità degli Stati Indipendenti a inviare truppe all'ISAF.
- Il 27 gennaio 2006, il Parlamento britannico annunciò che le truppe NATO dell'ISAF avrebbero sostituito quelle statunitensi nella provincia di Helmand nell'ambito della Operazione Enduring Freedom. Il nucleo principale di queste truppe sarebbe stato costituito dalla 16. Brigata d'assalto aereo britannica.
- 28 dicembre 2014 termina la missione ISAF e inizia la missione Sostegno Risoluto di assistenza, senza più coinvolgimento diretto del contingente Nato.

## Paesi Contributori
| Paese                | Continente   | Membro NATO | Tipologia di contributo logistico-militare |
| -------------------- | ------------ | ----------- | ------------------------------------------ |
| Albania              | Europa       | Sì          |                                            |
| Armenia              | Europa/Asia  | No          |                                            |
| Australia            | Oceania      | No          |                                            |
| Austria              | Europa       | No          |                                            |
| Azerbaigian          | Europa/Asia  | No          |                                            |
| Bahrein              | Asia         | No          |                                            |
| Belgio               | Europa       | Sì          |                                            |
| Bosnia ed Erzegovina | Europa       | No          |                                            |
| Bulgaria             | Europa       | Sì          |                                            |
| Canada               | Nord America | Sì          |                                            |
| Corea del Sud        | Asia         | No          |                                            |
| Croazia              | Europa       | Sì          |                                            |
| Danimarca            | Europa       | Sì          |                                            |
| El Salvador          | Nord America | No          |                                            |
| Emirati Arabi Uniti  | Asia         | No          |                                            |
| Estonia              | Europa       | Sì          |                                            |
| Filippine            | Asia         | No          |                                            |
| Finlandia            | Europa       | No          |                                            |
| Francia              | Europa       | Sì          |                                            |
| Georgia              | Europa/Asia  | No          |                                            |
| Germania             | Europa       | Sì          |                                            |
| Giordania            | Asia         | No          |                                            |
| Grecia               | Europa       | Sì          |                                            |
| Irlanda              | Europa       | No          |                                            |
| Islanda              | Europa       | Sì          |                                            |
| Italia               | Europa       | Sì          |                                            |
| Kuwait               | Asia         | No          |                                            |
| Lettonia             | Europa       | Sì          |                                            |
| Lituania             | Europa       | Sì          |                                            |
| Lussemburgo          | Europa       | Sì          |                                            |
| Macedonia del Nord   | Europa       | Sì          |                                            |
| Malaysia             | Asia         | No          |                                            |
| Mongolia             | Asia         | No          |                                            |
| Montenegro           | Europa       | Sì          |                                            |
| Norvegia             | Europa       | Sì          |                                            |
| Nuova Zelanda        | Oceania      | No          |                                            |
| Paesi Bassi          | Europa       | Sì          |                                            |
| Polonia              | Europa       | Sì          |                                            |
| Portogallo           | Europa       | Sì          |                                            |
| Regno Unito          | Europa       | Sì          |                                            |
| Rep. Ceca            | Europa       | Sì          |                                            |
| Rep. Dominicana      | Nord America | No          |                                            |
| Romania              | Europa       | Sì          |                                            |
| Singapore            | Asia         | No          |                                            |
| Slovacchia           | Europa       | Sì          |                                            |
| Slovenia             | Europa       | Sì          |                                            |
| Spagna               | Europa       | Sì          |                                            |
| Stati Uniti          | Nord America | Sì          |                                            |
| Svezia               | Europa       | No          |                                            |
| Svizzera             | Europa       | No          |                                            |
| Ucraina              | Europa       | No          |                                            |
| Ungheria             | Europa       | Sì          |                                            |
| Thailandia           | Asia         | No          |                                            |
| Tonga                | Oceania      | No          |                                            |
| Turchia              | Europa/Asia  | Sì          |                                            |

### Italia

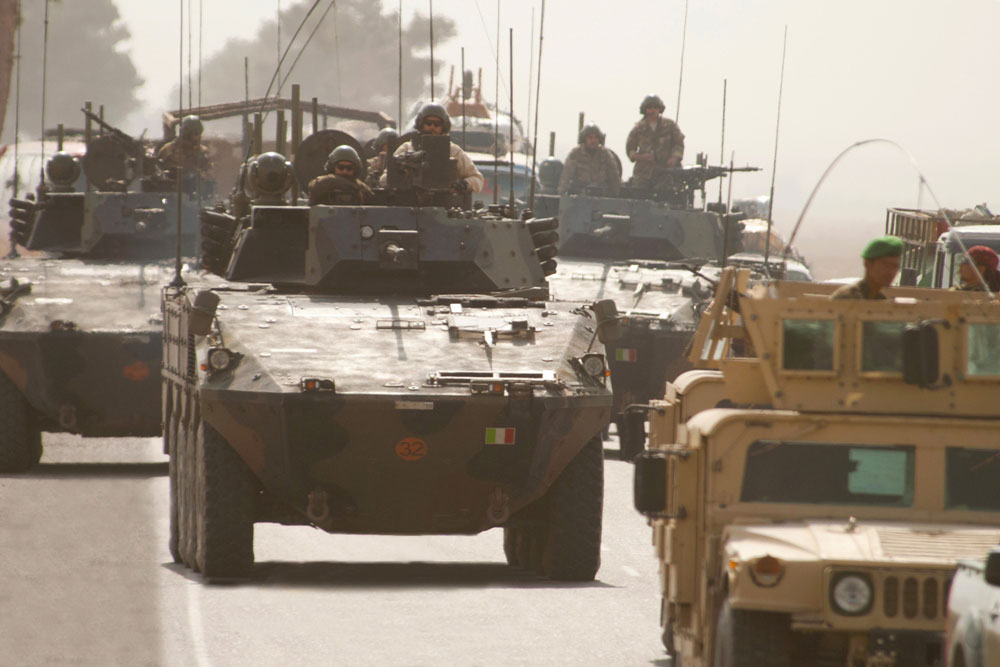
Militari della Brigata Sassari durante un pattugliamento nell'agosto 2012

L’Italia ha fornito, sin dal 2002, un contributo alla Missione ISAF, detenendone anche il Comando tra il 2005 e il 2006. Gli italiani, in due occasioni (2006 e 2008), sono stati i Comandanti della Regione di Kabul, e 
l'Italia contribuisce alla Missione ISAF con circa 4.200 unità, risultando il quinto fornitore di truppe. 
Il contributo italiano è suddiviso tra Kabul e la regione occidentale, soprattutto nelle Province di Herat e Farah (provincia). 
I bombardieri Panavia Tornado dell'Aeronautica Militare, impiegati dalla base tedesca di Mazar-i Sharif, nel nord dell’Afghanistan, sono stati poi avvicendati a novembre 2009 dagli aerei da attacco al suolo AMX International AMX, che hanno iniziato ad operare dalla Forward Support Base (FSB) di Herat, sulla cui pista dell’aeroporto sono stati effettuati dei lavori di adeguamento.

#### Joint Air Task Force (JATF) - ISAF
Nell’ambito del Regional Command-West (RC-W) e dall’Air Component Element di ISAF a Kabul il 1º giugno 2007 è stata costituita la Joint Air Task Force (JATF), componente aerea nazionale della presenza italiana ad Herat. 
La Task Force è coinvolta negli aspetti di coordinamento di quegli assetti che sono sotto il Controllo Operativo diretto della NATO. 
Altri assetti, quali i velivoli da trasporto C-27J e C-130 Hercules-J, i bombardieri tattici AMX (precedentemente sono stati impiegati i Tornado IDS) e gli UAV (od Aeromobile a pilotaggio remoto) stessi, ricevono invece "ordini operativi" per l’impiego direttamente dal Comandante della Componente Aerea NATO, poiché operano su larga scala su tutto il territorio afghano.
Gli aeromobili dell'A.M. sono presenti nei Task Group:
- "Devil": con i Tornado del 6º Stormo (fino a tutto il 2009) dotati di capacità di ricognizione aerea, per incrementare la sorveglianza aerea del territorio afghano e garantire così una maggiore sicurezza e protezione del contingente NATO e della popolazione civile;
- "Black Cats": con gli AMX del 51º Stormo che hanno sostituito i Tornado e che sono rientrati in Italia a giugno 2014;
- "Albatros": con C-130J da trasporto ed EC-27J JEDI da guerra elettronica della 46ª Brigata aerea, rientrati in patria rispettivamente nei primi mesi del 2015 e dicembre 2014;
- "Tigre": con gli elicotteri AB-212 ICO (Implementazione Capacità Operative) del 9º Stormo, impiegati da giugno 2009 ad aprile 2010;
- "Astore": con gli RQ-1 Predator del 32º Stormo, il cui ultimo volo operativo in terra afghana è avvenuto il 1º dicembre 2014.

#### Perdite
Fra le perdite della coalizione in Afghanistan, in totale 53 soldati sono morti in Afghanistan tra i militari italiani caduti in missioni: 31 uccisi in azioni ostili (uno è morto una settimana dopo essere stato ferito durante il raid in cui è stato salvato dopo la sua cattura), dieci in incidenti stradali, due di infarto, uno per un colpo partito accidentalmente durante il caricamento della propria arma, uno di malattia, un decesso per suicidio. I feriti sono stati 723.

#### Onorificenze
Militari italiani sono stati insigniti con la Medaglia al valore dell'esercito, con la Croce al merito dell'Esercito, con la Croce d'Onore e con le Croci commemorative delle operazioni in Afghanistan.

#### Costi
Durante la missione sul territorio afghano hanno partecipato complessivamente, a rotazione, circa 50.000 soldati italiani. Il costo dell'operazione militare italiana ha sostenuto una spesa totale di 8,7 miliardi di euro, dei quali 840 milioni furono impiegati per la creazione e l'addestramento delle forze militari.